# The Grizzlies
The Grizzlies ist ein Filmdrama von Miranda de Pencier, das am 8. September 2018 beim Toronto International Film Festival seine Premiere feierte und am 19. April 2019 in ausgewählte kanadische Kinos kam. The Grizzlies ist von einer wahren Geschichte inspiriert.

## Handlung
In der kleinen Stadt Kugluktuk, die mit der höchsten Selbstmordrate in Nordamerika zu kämpfen hat, verändert sich das Leben einer Gruppe von Schülern, als ihr neuer Lehrer den jungen Inuit Lacrosse-Spielen beibringt.

## Hintergrund

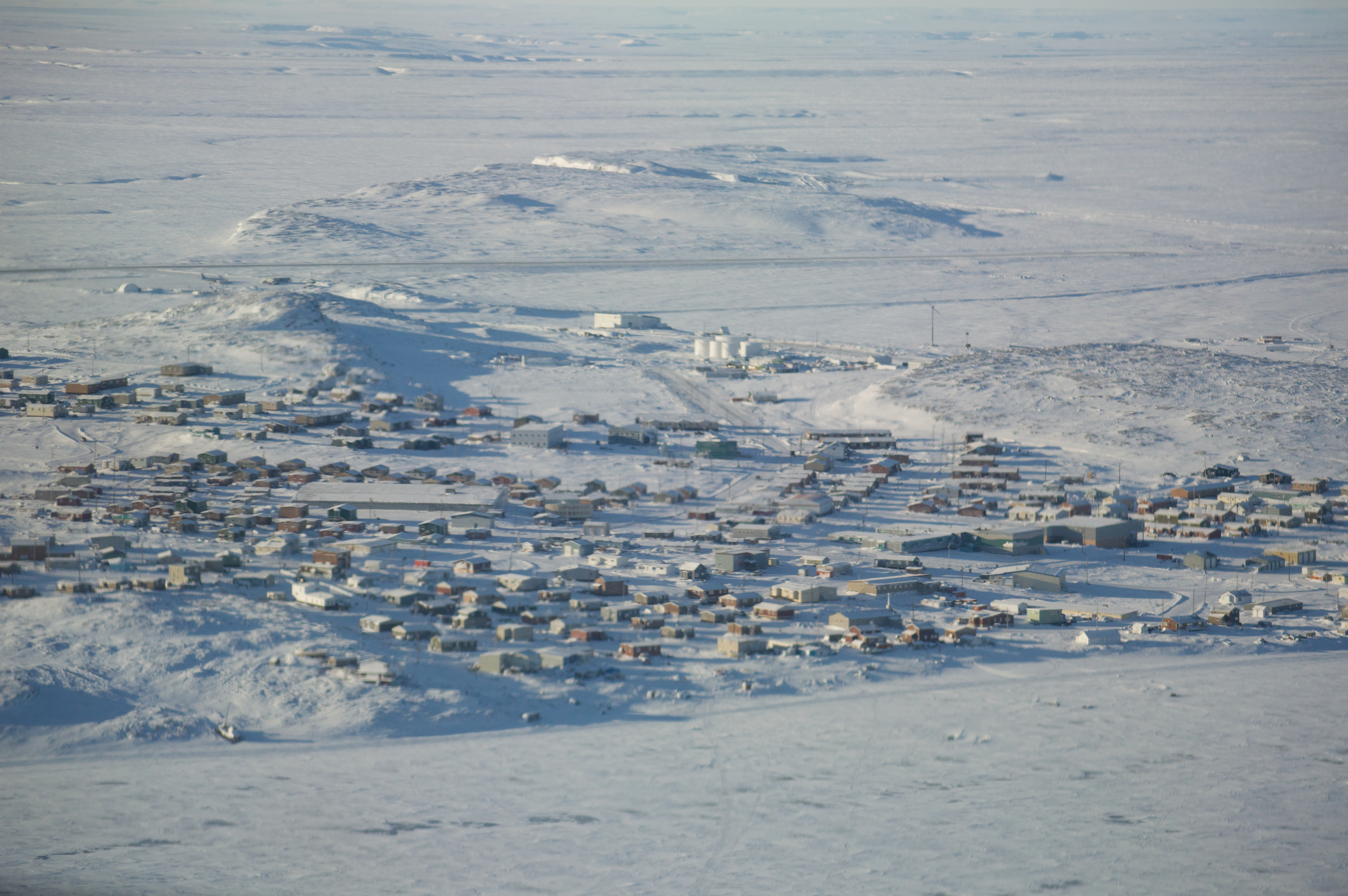
Kugluktuk gilt als eine der Städte mit der höchsten Selbstmordrate unter Teenagern weltweit

Der Film ist von einer wahren Geschichte inspiriert, die sich in der kleinen arktischen Stadt Kugluktuk zugetragen hat. Diese nördliche Gemeinde leidet unter weit verbreitetem Drogenkonsum, Alkoholmissbrauch, häuslicher Gewalt und einer der höchsten Selbstmordraten unter Teenagern weltweit und ist vom Erbe des Kolonialismus bedroht.
Die Schüler, alle Inuit, waren anfangs skeptisch, als Russ Sheppard, ein Lehrer mit einem einjährigen Vertrag aus dem Süden, zu ihnen kam. Erschüttert vom Tod einer seiner Schüler hatte Sheppard begonnen, seiner Klasse Lacrosse nahezubringen. Während diese anfänglich Widerstand leisteten, näherten sich die Schüler nach und nach dem Sport an und gründeten ihre eigene Lacrosse-Mannschaft, das Team „Grizzlies“. Mit der Unterstützung der gesamten Stadt durften Sheppard und das Team bei der nationalen Lacrosse-Meisterschaft in Toronto teilnehmen. Trotz einer Niederlage erkannten die Schüler den Geist der Gemeinschaft.

## Produktion
Regie führte Miranda de Pencier, das Drehbuch stammt von Moira Walley-Beckett und Graham Yost.
Die Dreharbeiten fanden im Juni 2016 in Iqaluit, der Hauptstadt des kanadischen Territoriums Nunavut, und in Guelph im Südosten Ontarios statt.
Der Film feierte am 8. September 2018 beim Toronto International Film Festival seine Premiere. Am 19. April 2019 kam der Film in ausgewählte kanadische Kinos. Im Juni 2019 erfolgte eine Vorstellung beim Edinburgh International Film Festival. Ein für im Frühjahr angesetzter Starttermin in den USA wurde wegen der Coronavirus-Pandemie auf unbestimmte Zeit verschoben.

## Rezeption

### Altersfreigabe und Kritiken
In den USA erhielt der Film von der MPAA ein R-Rating, was einer Freigabe ab 17 Jahren entspricht.
Der Film stieß bislang auf die Zustimmung von 87 Prozent der Kritiker bei Rotten Tomatoes.

### Auszeichnungen
Canadian Screen Awards 2019
- Nominierung als Bester Hauptdarsteller für den Canadian Screen Award (Paul Nutarariaq)
- Nominierung als Beste Nebendarstellerin für den Canadian Screen Award (Anna Lambe)[5]

Directors Guild of Canada Awards 2018
- Auszeichnung für die Beste Regie – Feature Film (Miranda de Pencier)[5]

Edinburgh International Film Festival 2019
- Nominierung  als Bester britischer Spielfilm für den Michael Powell Award (Miranda de Pencier)

Palm Springs International Film Festival 2019
- Auszeichnung mit dem Publikumspreis – Best Narrative Feature (Miranda de Pencier)[6][7]

Toronto International Film Festival 2018
- Nominierung als Bester kanadischer Erstlingsfilm (Miranda de Pencier)

Writers Guild of Canada Awards 2019
- Nominierung für den WGC Award	– Feature Film (Graham Yost)[8]